# 戈巴尔根杰县
戈巴尔根杰县（Gopalganj district）是印度的一個縣，位於該國東北部，由比哈爾邦負責管轄，面積2,033平方公里，識字率67.04%，2011年人口2,558,037，人口密度每平方公里1258人。

## 外部連結
- Gopalganj Information Portal